# Cumberland Mountains
Die Cumberland Mountains sind ein Gebirgszug im südwestlichen Teil der Appalachen in den Bundesstaaten Virginia, Tennessee und Kentucky. Sie gehen im Süden in das Cumberland-Plateau über.
Die Cumberland Mountains werden teilweise auch Cumberland Mountain, Cumberland Range, Ouasioto Mountains, Ouasiota Mountains, Laurel Mountain, und Pine Mountain genannt. Benannt sind sie nach William Augustus, Duke of Cumberland einem Sohn von Georg II.
Durch die Cumberland Mountains geht die berühmte Wilderness Road, die durch den Cumberland Gap führt. 
Nach dem Gebirge ist das Cumberland County in Tennessee benannt.